# 都柏林城市大学
都柏林城市大学（Dublin City University）是位于爱尔兰的著名国立综合型大学。大学位于爱尔兰首都都柏林北部市郊，拥有完备设施的教学楼、图书馆、现代化的体育中心、实验室、创业中心、餐馆酒吧、活动中心、艺术中心等. 有来自于114个国家的近2000名国际学生。
尽管都柏林城市大学建校历史不长，但是该校的商业、人文、科学、计算机、电子工程和机械工程教育已经和正在对爱尔兰产生着深刻的影响。学校现有一万多名学生，其中约20%以上的学生为研究生。爱尔兰的国家远程教育中心（National Distance Education Centre of Ireland）以及信息与通信技术在教育中应用国家中心（National Centre for Technology in Education）也设在都柏林城市大学内。现任中共中央总书记习近平在任中共浙江省委书记其间曾于2003年11月19日率领浙江省代表团访问都柏林城市大学 。DCU是爱尔兰的企业化大学，是爱尔兰最早开设工作实习课程的大学。学生要在企业里来完成实习部分课程。

## 历史
前身是1975年建立于国立高等教育学院（Foras Náisiúnta um Ard-Oideachas）都柏林分校。

## 联盟与合作
都柏林城市大学, 爱尔兰国立大学梅努斯和爱尔兰皇家外科医学院在2012年组成爱尔兰3U大学联盟成员。
都柏林城市大学和美国亚利桑那州立大学（Arizona State University）组成跨大西洋高等教育合作伙伴。一些课程和研究项目是共同开发和进行的。
都柏林城市大学与中国多所大学有广泛的教学科研合作，其中与武汉大学合作的通信工程硕士学位课程在2007-2012期间毕业了100多名硕士研究生。
都柏航空学院（Dublin Aviation Institute）是由都柏林城市大学和都柏林机场管理局下属企业DAA International联合创建。都柏林机场和大学是项目的联合活动地。

## 排名
2020年DCU连续第三年获得爱尔兰年度大学称号。因毕业生失业率低而受到赞扬，学生离校后9个月后只有3％的学生没有工作
2020年DCU商学院，在THE排全球商学院中排名前5％. 
2016年Masters in Management课程被《金融時報》排名世界86，DCU是进入排名中最年轻的大学。
2014的QS世界大学排名全球年轻大学 Top 50 under 50（校龄少于50年）的前50名排名榜中，都柏林城市大学（DCU）排名第44位.
2010年被泰晤士报评为爱尔兰年度最佳大学 Sunday Times University of the Year 2010.
2009年被泰晤士高等教育Times Higher Education (THE)排名为全球300强大学
| 年份    | QS排名 | QS Top 50 Under 50 | THE排名 | USNews排名 |
| ------- | ------ | ------------------ | ------- | ---------- |
| 2017-18 | 391    | 44                 | 401-500 | 721        |
| 2016-17 | 380    | 44                 | 401-500 | 765        |
| 2015-16 | 353    | 46                 | 401-500 |            |
| 2014    | 366    |                    |         |            |
| 2013    | 349    |                    |         |            |
| 2012    | 324    |                    |         |            |
| 2011    | 326    |                    |         |            |
| 2010    | 330    |                    |         |            |
| 2009    | 279    |                    |         |            |
| 2008    | 302    |                    |         |            |

| 年份    | QS排名  | THE排名 | USNews排名 |
| ------- | ------- | ------- | ---------- |
| 2018-19 | 201-250 |         |            |
| 2017-18 | 251-300 |         |            |
| 2016-17 | 201-250 |         |            |
| 2015-16 | 201-250 |         |            |
| 2014-15 | 105-200 |         |            |

## 研究中心
都柏林城市大学有七个国家级研究中心(所):
- 国家传感器研究中心(National Centre for Sensor Research)
- 国家等离子科技中心(National Centre for Plasma Science and Technology)
- 网络通信研究所(Research Institute for Networks and Communications Engineering, RINCE )
- 国家细胞生物技术研究所(National Institute for Cellular Biotechnology)
- 国家语言技术中心(National Centre for Language Technology)
- 技术在教育中的应用国家中心(National Centre for Technology in Education)
- 神经治疗学国际中心(International Centre for Neurotherapeutics )

其他研究中心：
- ADAPT（ http://adaptcentre.ie/ （页面存档备份，存于） ），数字内容创新全球卓越中心
- IC4 (https://web.archive.org/web/20200516044650/http://www.ic4.ie/), 爱尔兰云计算和电子商务中心
- Insight (https://www.insight-centre.org/ （页面存档备份，存于）) 数据洞察中心
- ENABLE (https://www.enable-research.ie/ （页面存档备份，存于）)

## 课程介绍
都柏林城市大学提供了100多个不同专业领域的课程。研究型的硕士和博士生可以申请奖学金。
- 工程与计算机学院

本科课程：数字媒体工程、通讯科技工程、电子硬件工程、电子机械工程、生物医学工程、机械和制造工程、计算机应用、企业计算机、计算机问题解决和软件开发学。
硕士课程： 电子系统工程、电信工程、医疗技术工程、计算机辅助的机械和制造工程、机械电子工程、计算机、信息技术、电子商务（技术方向或商务方向）。
- 科学与健康学院

本科课程： 环境科学与医疗保健、分析科学、化学制药科学、科学教育、应用物理学、天文物理、生物技术、遗传学与细胞生物学、环境科学与医疗保健、运动科学与医疗保健、运动创伤治疗学及训练、体育教学与生物学、体育教学与数学、医疗保健与社会、心理学、精算数学、金融数学、应用数学。
硕士课程： 生物医学诊断学、生物过程工程、金融数学。
- 商学院

本科课程： 会计和金融、国际商学（法语/德语/西班牙语/中文/日语）、商学、市场营销，创新和科技、全球经济（加拿大/法国/德国/西班牙/美国）、航空管理、航空管理与飞行员学习、经济，政治和法律。
硕士课程： 企业管理、策略管理、国际管理、电子商务（商务方向或技术方向）、会计、人力资源管理、数字市场营销、MBA（商业管理硕士）。
- 人文与社会科学院

本科课程： 新闻、沟通学、多媒体、当代文化与社会、应用语言和翻译（法语/德语/西班牙语/中文/日语）、国际商学（法语/德语/西班牙语/中文/日语）、全球经济（加拿大/法国/德国/西班牙/美国）。
硕士课程： 性别研究、电影和电视研究、社会媒体、新闻、政治沟通、多媒体、比较文学、国际关系、国际安全和冲突研究、翻译学、翻译技术、发展学。
- 教育学院

本科课程：幼儿教育、教育培训、科学教育、体育教学与生物学、体育教学与数学。
- 开放式教育学院

硕士课程：爱尔兰学、慢性疾病管理、清洁技术管理、运营管理、互联网企业系统管理、信息系统策略管理、可持续发展管理。

## Invent
Invent是DCU的创新和企业中心基于主DCU校园内。Invent于DCU的科研部门，爱尔兰科学基金会(Science Foundation Ireland)和爱尔兰企业局(Enterprise Ireland)一起促进DCU研究成果的成功商业化，并鼓励和建立研发与产业界的联系。
Invent中心拥有2800平方米技术型创业公司的孵化空间。

## DCU创新园区/DCU ALPHA
DCU创新园区(DCU Innovation Campus)或者DCU ALPHA (http://www.dcualpha.ie/ （页面存档备份，存于）) 有80000平方英尺成立于2013年，主要于环保技术的创新的国家中心。园区包括办公楼，清洁技术示范中心，研发实验室，再生能源展示厅，会议中心和培训设施的等。
2014年，DCU与Techshop了战略伙伴关系，在DCU创新科技园建立"Techshop dublin"。 Techshop是一个基于会员制的工作室或“makerspace”提供快速原型开发。它提供硬件创新者获得负担得起的非常强大的工具，从3D打印机数控铣床，激光切割机和高端的CAD软件。
入住企业有Dalkia，Shimmer，TechShop，等。到2018年，已有30多家企业入住。

## DCU瑞安学院
DCU瑞安学院(DCU Ryan Academy)是都柏林城市大学和瑞安家族（瑞安航空）成立的一个非营利性的，合资企业，其目的是支持爱尔兰的企业家和创新。

## The Helix 艺术表演中心
都柏林城市大学有爱尔兰最大的艺术表演中心The Helix (Dublin). Helix 包括一个1200名听众的音乐厅外，还有两个演出厅能分别容纳450人和180人。The Helix是爱尔兰好声音（Voice of Ireland)的演出场所。中国国务院侨务办公室在The Helix主办2006中国新春文艺慰问演出。

## DCU学生会
DCU学生会（DCUSU）是都柏林城市大学学生的代表机构.学生可自动成为成员，学生会领导是学生民主选举产生的。2017年DCU有150名左右中国学生。2009时时DCU近300名中国学生。学生会网站: http://www.dcusu.ie （页面存档备份，存于）

## 校园住宿公寓
校园住宿公寓坐落在位於都柏林機場和市中心之間的安靜校園內，設有健身房、餐廳和免費網絡連接，距離Croke公园有5分钟的车程。
每間公寓都设有5間帶連接浴室的臥室，並配有共用起居室以及帶爐灶、烤麵包機和微波爐的廚房。每間臥室都設有电话和书桌。部分客房還配備了电视和沏茶/咖啡设备。校園內設有自助洗衣店、熱鬧的酒吧和現代化的休閒中心。休閒中心則配備了健身房、桑拿浴室、蒸汽浴室和健美操室。
DCU校園距離國家植物園只有5分鐘車程，距離Omni購物中心和Omniplex電影院有20分鐘步行路程，距離Drumcondra地區有30分鐘的步行路程。

## 相关链接
- 官方主页 （页面存档备份，存于）
- 都柏林城市大学中文网站 （页面存档备份，存于）